# Храм Вознесения Господня (Баранец)
Церковь Вознесения Господня — утраченный православный храм, располагавшийся в деревне Баранец Торопецкого района Тверской области. В настоящее время от храма сохранились только остатки фундамента и ворота церковной ограды. Памятник архитектуры федерального значения.
Каменный двухпрестольный храм во имя Вознесения Господня был построен в 1777 году.
В 1876 году храм имел 1502 прихожанина (718 мужчин и 784 женщины), в 1879 году — 1607 прихожан (758 мужчин и 849 женщин). В 1876 году причт храма состоял из настоятеля и псаломщика.
В разное время в храме служили священники Димитрий Захарьевич Щукин, Владимир Димитриевич Щукин и Александр Григориевич Литвинский.
Храм не сохранился. Сохранились только следы фундамента церкви на сельском кладбище и ворота церковной ограды.